# Zumbi Assombra Quem?

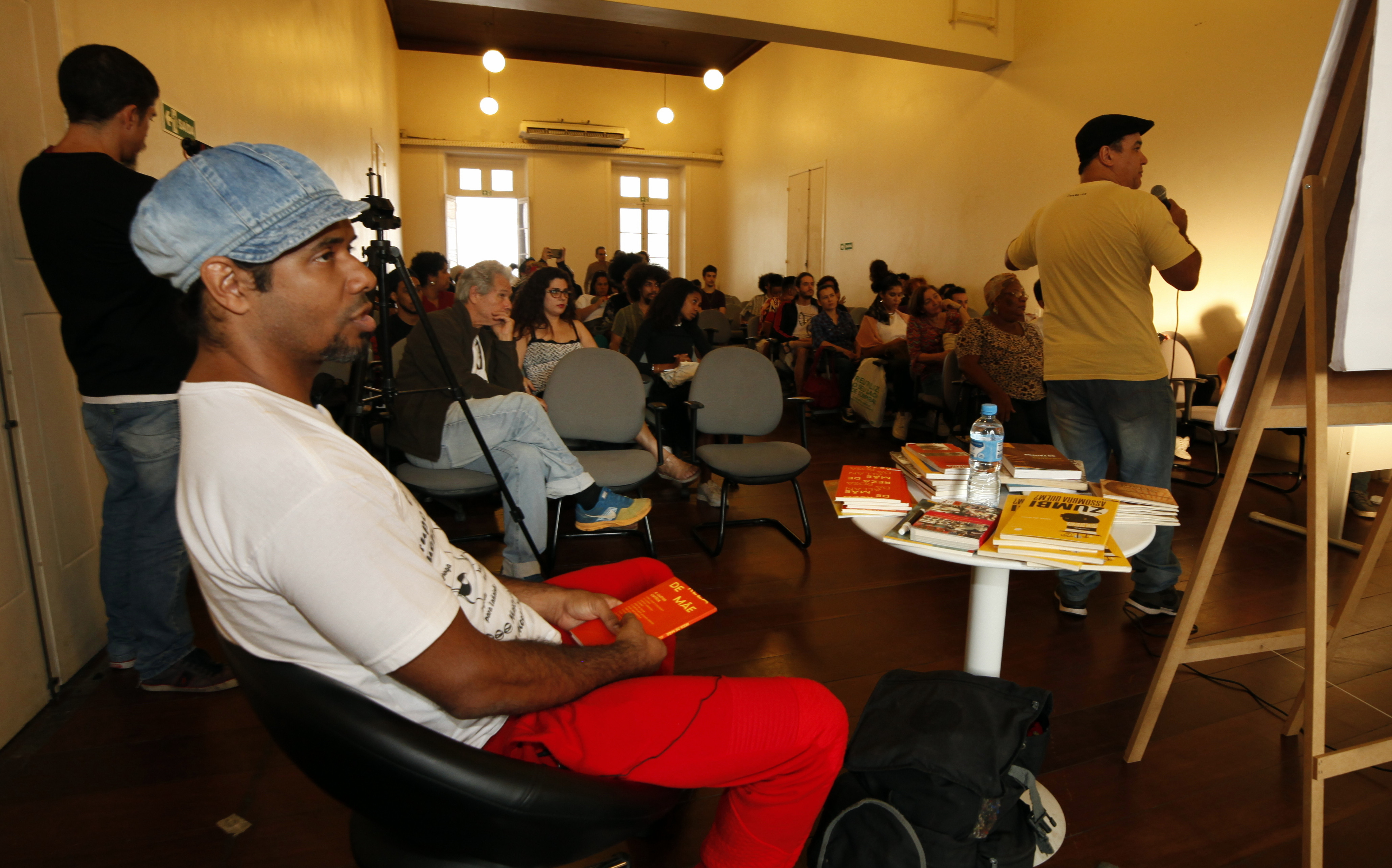
Allan da Rosa com exemplares de Zumbi Assombra Quem? na Festa Literária das Periferias (2018)

Zumbi Assombra Quem? é um livro infantojuvenil escrito por Allan da Rosa em 2017. Concorrente ao Prêmio Jabuti de 2018, o livro conta a história de um garoto negro de 7 anos, Candê, que mora na periferia, no bairro de Cabajuara, no Brasil, com seu tio Prabin e sua mãe, Manta. A obra retrata a cultura afro-brasileira e o combate ao racismo sob a perspectiva de uma criança de 7 anos.

## Enredo
Candê é muito curioso sobre suas origens e seus ancestrais, mas ainda não sabe muito sobre eles. Um dia, na escola, alguns colegas começam a xingá-lo com ofensas racistas, dizendo que ele era sujo e que seu cabelo parecia o de um zumbi — uma criatura horrível, nojenta, assustadora, um monstro. Ao voltar para casa, Candê repete o que ouviu na escola.
Tio Prabin, ao escutar aquilo, explica que zumbi não é um monstro, mas sim um herói: Zumbi. Ele conta quem foi Zumbi dos Palmares, e Candê começa, pouco a pouco, a entender sua história — que Zumbi era um ancestral quilombola, do Quilombo dos Palmares, e, portanto, seu também.
A partir de então, Candê passa a valorizar essa origem. Para ele Zumbi agora é um herói, um guerreiro, um libertador.
Ao longo da história, Candê vai aprendendo cada vez mais com Manta, o seu Tio Prabin, algumas lembranças da sua falecida avó e de outros personagens. Os vários outros episódios de racismo, não só com Candê, que acontecem rotineiramente no Brasil mostram as reações de Candê, na maioria das vezes se defendendo porque ele passou a se orgulhar de ser negro, de ter essa origem que o protege e é defendida por ele.

## Antirracismo
Zumbi Assombra Quem? além de contar, de forma emocionante, a história dos quilombos e criticar os padrões de beleza brancos, aborda também outros temas relacionados ao racismo no Brasil, como a desigualdade social, a violência policial e o preconceito contra religiões afro-brasileiras. Esses temas, muitas vezes ignorados, são trazidos à tona pelo livro, que nos convida não apenas a refletir, mas também a agir contra essas injustiças.